# Рагозинка (Могилёвская область)
Раго́зинка (бел. Рагозінка) — деревня в составе Сластёновского сельсовета Чаусского района Могилёвской области Республики Беларусь.

## Население
- 2010 год — 31 человек